# French Open-mesterskabet i damedouble 2021
French Open-mesterskabet i damedouble 2021 var den 104. turnering om French Open-mesterskabet i damedouble. Turneringen var en del af French Open 2021 og blev spillet i Stade Roland Garros i Paris, Frankrig i perioden 2. - 13. juni 2021.
Mesterskabet blev vundet af Barbora Krejčíková og Kateřina Siniaková, som i finalen besejrede Bethanie Mattek-Sands og Iga Świątek med 6-4, 6-2. Det tjekkiske par vandt dermed deres anden French Open-titel som makkere, efter at de havde vundet titlen for første gang i 2018, og det var deres tredje grand slam-titel i alt som makkere. For Krejčíková var sejren den syvende grand slam-titel i karrieren, mens Siniaková vandt sin tredje grand slam-titel.
Dagen inden damedoublefinalen havde Barbora Krejčíková også vundet damesingletitlen, og dermed blev hun den første kvinde til at vinde både single- og doubletitlen ved samme grand slam-turnering, siden Serena Williams udførte denne bedrift ved Wimbledon-mesterskaberne 2016, og ved French Open blev sejren i begge rækker senest opnået af Mary Pierce i 2000. Triumfen medførte endvidere, at Krejčíková efter turneringen overtog førstepladsen på WTA's verdensrangliste i double fra Kristina Mladenovic.
Jana Sizikova, der stillede op med Jekaterina Aleksandrova som makker, blev kort efter parrets nederlag i første runde anholdt af politiet, og samtidig blev hendes hotelværelse ransaget. Sizikova var under anklage for matchfixing under det foregående års mesterskab, hvor hun sammen med Madison Brengle tabte i første runde til Andreea Mitu og Patricia Maria Țig. Anklagen drejede sig specifikt om, at hun havde sørget for at parret tabte femte parti i kampens andet sæt, hvor hun bl.a. begik to klare dobbeltfejl.

## Pengepræmier og ranglistepoint
Den samlede præmiesum til spillerne i damedouble androg € 1.635.879 (ekskl. per diem), hvilket var et fald på godt 24 % i forhold til året før.
| Resultat (antal par)   | Pengepræmier | Pengepræmier | Ændring ift. 2020 | WTA-point |
| Resultat (antal par)   | Pr. par      | Total        | Ændring ift. 2020 | WTA-point |
| ---------------------- | ------------ | ------------ | ----------------- | --------- |
| Vindere (1)            | € 244.295    | € 244.295    | −23,6 %           | 2.000     |
| Finalister (1)         | € 144.074    | € 144.074    | −23,4 %           | 1.300     |
| Semifinalister (2)     | € 84.749     | € 169.498    | −23,4 %           | 780       |
| Kvartfinalister (4)    | € 49.853     | € 199.412    | −23,4 %           | 430       |
| Tabere i 3. runde (8)  | € 29.325     | € 234.600    | −23,4 %           | 240       |
| Tabere i 2. runde (16) | € 17.250     | € 276.000    | −27,9 %           | 130       |
| Tabere i 1. runde (32) | € 11.500     | € 368.000    | −23,1 %           | 0         |
| Samlet præmiesum       | -            | € 1.635.879  | −24,1 %           | -         |

## Turnering

### Deltagere
Turneringen havde deltagelse af 64 par, der var fordelt på:
- 57 direkte kvalificerede par i form af deres ranglisteplacering.
- 7 par, der havde modtaget et wildcard.

#### Seedede par
De 16 bedst placerede af parrene på WTA's verdensrangliste blev seedet:
| Seedning | Rangering | Rangering | Spillere                              | Resultat        |
| Seedning | Sum       | Ind.      | Spillere                              | Resultat        |
| -------- | --------- | --------- | ------------------------------------- | --------------- |
| 1        |           |           | Hsieh Su-Wei Elise Mertens            | Tredje runde    |
| 2        |           |           | Barbora Krejčíková Kateřina Siniaková | Mestre          |
| 3        |           |           | Nicole Melichar Demi Schuurs          | Tredje runde    |
| 4        |           |           | Shuko Aoyama Ena Shibahara            | Anden runde     |
| 5        |           |           | Alexa Guarachi Desirae Krawczyk       | Første runde    |
| 6        |           |           | Chan Hao-Ching Latisha Chan           | Tredje runde    |
| 7        |           |           | Tímea Babos Vera Zvonarjova           | Første runde    |
| 8        |           |           | Xu Yifan Zhang Shuai                  | Anden runde     |
| 9        |           |           | Sharon Fichman Giuliana Olmos         | Tredje runde    |
| 10       |           |           | Lucie Hradecká Laura Siegemund        | Tredje runde    |
| 11       |           |           | Darija Jurak Andreja Klepač           | Kvartfinalister |
| 12       |           |           | Monica Niculescu Jeļena Ostapenko     | Tredje runde    |
| 13       |           |           | Ellen Perez Zheng Saisai              | Anden runde     |
| 14       |           |           | Bethanie Mattek-Sands Iga Świątek     | Finalister      |
| 15       |           |           | Ashleigh Barty Jennifer Brady         | Meldte afbud    |
| 16       |           |           | Nadiia Kitjenok Raluca Olaru          | Anden runde     |

#### Wildcards
Syv franske par modtog et wildcard til turneringen.
| Par                               | Resultat     |
| --------------------------------- | ------------ |
| Clara Burel Chloé Paquet          | Tredje runde |
| Estelle Cascino Jessika Ponchet   | Første runde |
| Salma Djoubri Océane Dodin        | Første runde |
| Aubane Droguet Séléna Janicijevic | Første runde |
| Amandine Hesse Harmony Tan        | Første runde |
| Elsa Jacquemot Elixane Lechemia   | Første runde |
| Diane Parry Margot Yerolymos      | Første runde |

### Resultater

#### Kvartfinaler, semifinaler og finale
| Bethanie Mattek-Sands |
| Iga Świątek           |

| Darija Jurak   |
| Andreja Klepač |

| Bethanie Mattek-Sands |
| Iga Świątek           |

| Irina-Camelia Begu |
| Nadia Podoroska    |

| Irina-Camelia Begu |
| Nadia Podoroska    |

| Petra Martić  |
| Shelby Rogers |

| Bethanie Mattek-Sands |
| Iga Świątek           |

| Magda Linette |
| Bernarda Pera |

| Barbora Krejčíková |
| Kateřina Siniaková |

| A. Pavljutjenkova |
| Jelena Rybakina   |

| Magda Linette |
| Bernarda Pera |

| Karolína Plíšková |
| Kristýna Plíšková |

| Barbora Krejčíková |
| Kateřina Siniaková |

| Barbora Krejčíková |
| Kateřina Siniaková |

#### Første, anden og tredje runde
| Hsieh Su-Wei  |
| Elise Mertens |

| Elsa Jacquemot   |
| Elixane Lechemia |

| Hsieh Su-Wei  |
| Elise Mertens |

| Salma Djoubri |
| Océane Dodin  |

| Amanda Anisimova    |
| Anastasija Potapova |

| Amanda Anisimova    |
| Anastasija Potapova |

| Hsieh Su-Wei  |
| Elise Mertens |

| Veronika Kudermetova |
| Jelena Vesnina       |

| Bethanie Mattek-Sands |
| Iga Świątek           |

| Anna-Lena Friedsam |
| Wang Yafan         |

| Anna-Lena Friedsam |
| Wang Yafan         |

| Aubane Droguet     |
| Séléna Janicijevic |

| Bethanie Mattek-Sands |
| Iga Świątek           |

| Bethanie Mattek-Sands |
| Iga Świątek           |

| Darija Jurak   |
| Andreja Klepač |

| Madison Brengle  |
| Danielle Collins |

| Darija Jurak   |
| Andreja Klepač |

| Arantxa Rus     |
| Tamara Zidanšek |

| Arantxa Rus     |
| Tamara Zidanšek |

| Cornelia Lister  |
| Rebecca Peterson |

| Darija Jurak   |
| Andreja Klepač |

| Misaki Doi    |
| Polona Hercog |

| Chan Hao-Ching |
| Latisha Chan   |

| L. Pattinama Kerkhove |
| Rosalie van der Hoek  |

| Misaki Doi    |
| Polona Hercog |

| Irina Khromatjeva |
| Danka Kovinić     |

| Chan Hao-Ching |
| Latisha Chan   |

| Chan Hao-Ching |
| Latisha Chan   |

| Shuko Aoyama  |
| Ena Shibahara |

| Paula Badosa   |
| Aliona Bolsova |

| Shuko Aoyama  |
| Ena Shibahara |

| Estelle Cascino |
| Jessika Ponchet |

| Irina-Camelia Begu |
| Nadia Podoroska    |

| Irina-Camelia Begu |
| Nadia Podoroska    |

| Irina-Camelia Begu |
| Nadia Podoroska    |

| Clara Burel  |
| Chloé Paquet |

| Clara Burel  |
| Chloé Paquet |

| Miyu Kato       |
| Renata Voráčová |

| Clara Burel  |
| Chloé Paquet |

| Ljudmyla Kitjenok |
| Arina Rodionova   |

| Nadiia Kitjenok |
| Raluca Olaru    |

| Nadiia Kitjenok |
| Raluca Olaru    |

| Sharon Fichman |
| Giuliana Olmos |

| Anna Blinkova  |
| Heather Watson |

| Sharon Fichman |
| Giuliana Olmos |

| Mihaela Buzărnescu |
| Patricia Maria Țig |

| Lara Arruabarrena |
| Caroline Dolehide |

| Lara Arruabarrena |
| Caroline Dolehide |

| Sharon Fichman |
| Giuliana Olmos |

| Makoto Ninomiya |
| Yang Zhaoxuan   |

| Petra Martić  |
| Shelby Rogers |

| Marie Bouzková      |
| Sara Sorribes Tormo |

| Makoto Ninomiya |
| Yang Zhaoxuan   |

| Petra Martić  |
| Shelby Rogers |

| Petra Martić  |
| Shelby Rogers |

| Tímea Babos     |
| Vera Zvonarjova |

| Alexa Guarachi   |
| Desirae Krawczyk |

| Magda Linette |
| Bernarda Pera |

| Magda Linette |
| Bernarda Pera |

| Kaitlyn Christian  |
| Sabrina Santamaria |

| Zarina Dijas     |
| Varvara Gratjeva |

| Zarina Dijas     |
| Varvara Gratjeva |

| Magda Linette |
| Bernarda Pera |

| Jasmine Paolini |
| Nina Stojanović |

| Lucie Hradecká  |
| Laura Siegemund |

| Asia Muhammad  |
| Jessica Pegula |

| Asia Muhammad  |
| Jessica Pegula |

| Lauren Davis |
| Ankita Raina |

| Lucie Hradecká  |
| Laura Siegemund |

| Lucie Hradecká  |
| Laura Siegemund |

| Greet Minnen        |
| Alison Van Uytvanck |

| A. Pavljutjenkova |
| Jelena Rybakina   |

| A. Pavljutjenkova |
| Jelena Rybakina   |

| Storm Sanders    |
| Ajla Tomljanović |

| Storm Sanders    |
| Ajla Tomljanović |

| Jekaterina Aleksandrova |
| Jana Sizikova           |

| A. Pavljutjenkova |
| Jelena Rybakina   |

| Alicja Rosolska |
| Coco Vandeweghe |

| Nicole Melichar |
| Demi Schuurs    |

| Andreea Mitu      |
| Julija Putintseva |

| Andreea Mitu      |
| Julija Putintseva |

| Diane Parry      |
| Margot Yerolymos |

| Nicole Melichar |
| Demi Schuurs    |

| Nicole Melichar |
| Demi Schuurs    |

| Xu Yifan    |
| Zhang Shuai |

| Viktorija Golubic |
| Aleksandra Panova |

| Xu Yifan    |
| Zhang Shuai |

| Aleksandra Krunić |
| Martina Trevisan  |

| Karolína Plíšková |
| Kristýna Plíšková |

| Karolína Plíšková |
| Kristýna Plíšková |

| Karolína Plíšková |
| Kristýna Plíšková |

| Nao Hibino          |
| Oksana Kalasjnikova |

| Monica Niculescu |
| Jeļena Ostapenko |

| Anna Kalinskaja  |
| Viktória Kužmová |

| Nao Hibino          |
| Oksana Kalasjnikova |

| Marta Kostjuk         |
| Aljaksandra Sasnovitj |

| Monica Niculescu |
| Jeļena Ostapenko |

| Monica Niculescu |
| Jeļena Ostapenko |

| Ellen Perez  |
| Zheng Saisai |

| Cori Gauff     |
| Venus Williams |

| Ellen Perez  |
| Zheng Saisai |

| Gabriela Dabrowski     |
| Leylah Annie Fernandez |

| Gabriela Dabrowski     |
| Leylah Annie Fernandez |

| Georgina García Pérez |
| Julia Wachaczyk       |

| Gabriela Dabrowski     |
| Leylah Annie Fernandez |

| Vivian Heisen |
| Květa Peschke |

| Barbora Krejčíková |
| Kateřina Siniaková |

| Hayley Carter |
| Astra Sharma  |

| Vivian Heisen |
| Květa Peschke |

| Amandine Hesse |
| Harmony Tan    |

| Barbora Krejčíková |
| Kateřina Siniaková |

| Barbora Krejčíková |
| Kateřina Siniaková |